# 59 км (зупинний пункт, Південна залізниця)
59 кіломе́тр — пасажирський залізничний зупинний пункт Сумської дирекції Південної залізниці на лінії Білопілля — Баси.
Розташований у Зарічному районі Сум Сумської області (між промзоною, за якою мікрорайони 11-12, та присадибними ділянками на Блакитних озерах) між станціями Суми (4 км) та Суми-Товарна (2 км).
На платформі зупиняються приміські поїзди.